# 아르스 일렉트로니카

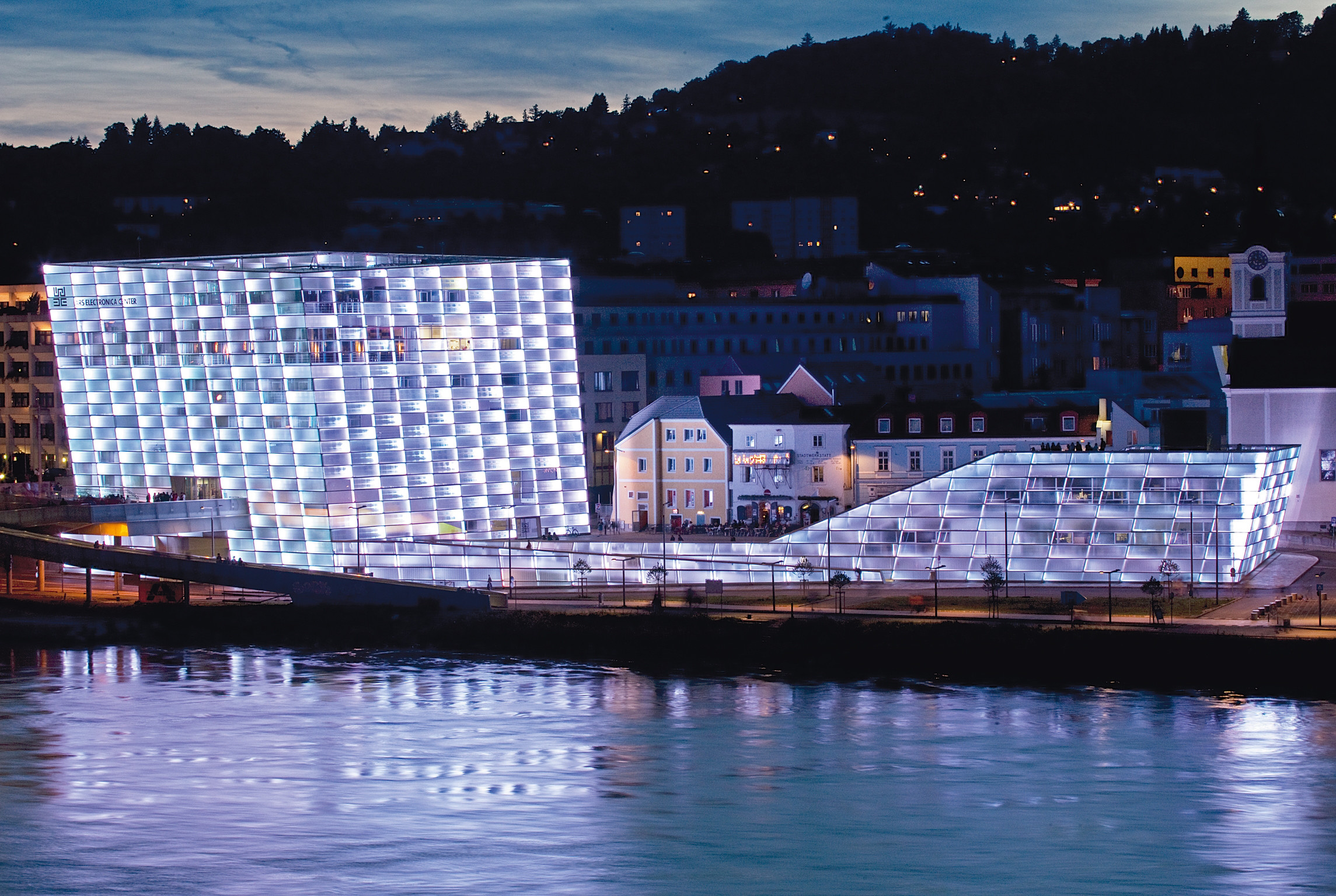
다뉴브 강변의 아르스 일렉트로니카 센터

아르스 일렉트로니카(영어: Ars Electronica Linz GmbH)는 오스트리아의 문화, 교육, 과학 재단이다. 1979년 린츠에서 설립되었으며, 예술, 기술, 사회의 접점을 찾는 다학제적 뉴 미디어 아티스트를 발굴 및 지원하는 것이 주된 사업이다. 재단의 본거지인 아르스 일렉트로니카 센터에서는 미래 박물관(Museum of the Future)과 R&D 시설인 퓨처랩(Futurelab)을 운영한다. 또한 매년 아르스 일렉트로니카 페스티벌을 개최하고 관련 분야에서 우수한 성과를 이룬 인물에게 프릭스 아르스 일렉트로니카를 수여하고 있다.

## 역사
1979년 9월 아르스 일렉트로니카 페스티벌로 시작되었다. 원래 비엔날레로 열리던 행사는 1986년부터 매년 개최되는 것으로 바뀌었고 1987년부터 프릭스 아르스 일렉트로니카를 수여하기 시작했다. 페터 바이벨과 같은 선험적 예술가들이 감독을 맡은 것으로 유명하다. 린츠 시 정부, 오버외스터라이히주 정부, 오스트리아 정부와 몇몇 사립 기관의 재정 지원을 받아 운영된다.

## 프릭스 아르스 일렉트로니카

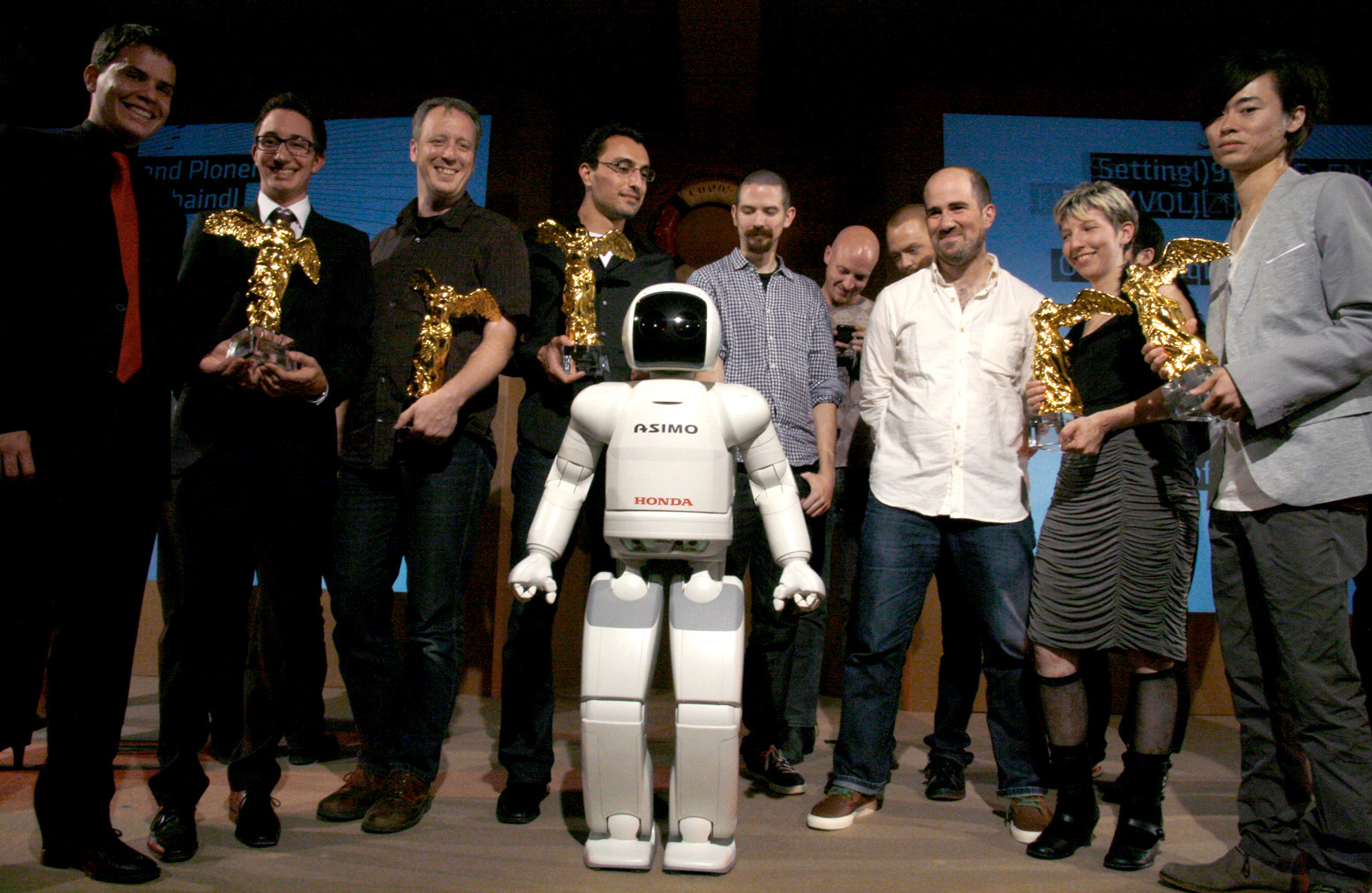
2010년 수상자들

창의적이고 혁신적으로 디지털 미디어를 사용한 예술가에게 수여되는 상으로, 매년 다수의 분야에서 시상이 이뤄진다. 가장 높은 상인 골든 니카는 디지털 예술의 아카데미상으로 불린다.

### 주요 수상자 명단
- 1987: "Luxo Jr.", 존 래시터 픽사 수석 디렉터 (Golden Nica – Computer Animation).
- 1990: "Videoplace", by Myron Krueger (Golden Nica – Interactive Art)
- 1992 "Home of the Brain", by Monika Fleischmann & Wolfgang Strauß (Golden Nica - Interactive Art)
- 1994: "Jurassic Park", by Dennis Muren, Mark Dippé and Steve Williams (Golden Nica – Computer Animation)
- 1999: "The Difference Engine #3", by Lynn Hershman (Golden Nica – Interactive Art)
- 2004: 위키백과 (Golden Nica– Digital Communities)
- 2005: Processing, a programming language and environment designed for the electronic arts (Golden Nica – Net Vision)
- 2007: SymbioticA, University of Western Australia Art and Science Collaborative Research Laboratory (Golden Nica – Hybrid Art)
- 2008: The Reactable by Sergi Jordà and others (Golden Nica – Digital Music)
- 2009: 위키리크스 (Award of Distinction – Digital Communities)

## 같이 보기
- 컴퓨터 아트
- 디지털 아트